# Achrosis incitata
Achrosis incitata là một loài bướm đêm thuộc họ Geometridae. Nó được tìm thấy ở châu Á, bao gồm Himalaya, Darjeeling và Hồng Kông.
Ấu trùng ăn các loài Ixora.